# Волошинов, Виктор Владимирович
Ви́ктор Влади́мирович Воло́шинов (4 (17) октября 1905, Киев — 21 октября 1960, Ленинград) — советский композитор и музыкальный педагог.

## Биография
В 1924—1925 гг. учился в Киевском институте музыки имени Лысенко, затем переехал в Ленинград и поступил в Ленинградскую консерваторию, изучал композицию под руководством Михаила Чернова и Владимира Щербачёва. Уже с 1927 г. Волошинов начал преподавать теорию музыки в училищах, а после окончания аспирантуры консерватории в 1932 г. был принят в неё на должность преподавателя композиции (с 1935 г. доцент, с 1952 г. профессор). В 1947 г. защитил кандидатскую диссертацию на тему «Принципы гармонизации русской народной песни в связи с особенностями её ладового строения». В 1948 г., после того как Щербачёв был снят с поста заведующего кафедрой композиции, на эту должность был назначен Волошинов. Среди его учеников — некоторые известные ленинградские композиторы последующих поколений, в том числе Борис Тищенко.
Похоронен на Богословском кладбище Санкт-Петербурга.

Могила Волошинова на Богословском кладбище Санкт-Петербурга.

## Основные сочинения
Оперы
- «Слава» (1938)
- «Сильнее смерти» (1943)

Балет
- «Джанаир» (1944)

Оркестровые произведения
- Марш (1932)
- «Хоровод» для оркестра русских народных инструментов (1935)
- «Узбекская сюита» (1944)
- «Арктическая симфония» (1949, не окончена)

Хоровые произведения
- «Коляда» (стихи В. Брюсова) для голосов, хоров и оркестра (1924)
- Два хора на стихи А. С. Пушкина
- Четыре хора на стихи И. Уткина
- Детские, пионерские, комсомольские, красноармейские песни

Произведения для фортепиано
- Марш кукол (1925)
- Поэма (1925)
- Ария (1926)
- Соната № 1 (1926)
- Сюита (1928)
- Соната № 2 (1929)
- Плясовая (1929)
- Баллада (1936)
- Походный марш (1944)

Произведения для камерных ансамблей
- Сонатина для флейты, фагота и фортепиано (1927)
- Концерт для скрипки и органа (1933, вторая редакция 1954)
- Струнный квартет (1934, вторая редакция 1958)
- Марш и Романс для кларнета и фортепиано (1947)
- Романс для скрипки и фортепиано (1950)
- Соната для скрипки и фортепиано (1950)

Произведения для голоса и фортепиано
- «Светлый мир», цикл детских песен на стихи Блока и Бальмонта
- «Китайские песни», пять лирических песен (1925)
- «На западе», цикл песен на стихи советских и зарубежных поэтов (1932)
- Четыре лирических прелюдии (1934)
- «Отвага», четыре песни на слова Гёте и Гейне (1935)
- Восемь романсов на стихи М. Ю. Лермонтова (1940)
- «Русский человек», цикл песен на стихи Сергея Васильева и Николая Грибачёва (1950)
- «Слова любви», цикл песен на стихи Николая Грибачёва (1955)

## Награды
- Орден «Знак Почёта» (17 ноября 1949 года)[1].